# Пукапука (язык)
Пукапука — самоанско-полинезийский язык. 
Язык развивался изолированно на острове Пукапука в северной группе Островов Кука. Будучи отдельно стоящим самоанским языком, имеющим прочные связи с западной Полинезией, пукапукан не имеет тесных связей с какими-либо другими языками Островов Кука, но обнаруживает существенные заимствования из некоего древнего восточно-полинезийского источника.
Недавние исследования показывают, что языки пукапука, токелау и тувалу объединяются в кластер и, таким образом, оказали значительное влияние на некоторые изолированные полинезийские языки, такие как тикопия и анута, оилени, сикаяна (все на Соломоновых островах) и такуу (у побережья Бугенвиля). Существуют также доказательства того, что Пукапука имел доисторический контакт с Микронезией, поскольку в пукапукане довольно много слов, которые, похоже, заимствованы из Кирибати.
Пукапука также известен как «te leo Wale» («язык Дома») в связи с названием северного островка, где проживает народ. Население атолла сократилось с примерно 750 в начале 1990-х годов до менее 500 с момента циклона в 2005 году. В 1980-х годах в школе была введена грамотность на языке пукапукан, что привело к повышению качества образования на атолле.
Большинство говорящих на этом языке проживают в ряде общин мигрантов в Новой Зеландии и Австралии. Двуязычный словарь был начат школьными учителями на острове и завершен в Окленде в сообществе пукапукан. В результате углубленного изучения языка была получена справочная грамматика.

## Угроза исчезновения
Сегодня носители этого языка, местные жители пукапуки и особенно учителя на острове работают над созданием книг и ресурсов, посвящённых преподаванию и структуре пукапукана. Совместными усилиями местные жители острова также работают над возвращением в свое сообщество после разрушительного циклона "Перси" в 2005 году. С 2005 года на восстановление их сообществ ушло почти 6 лет. В настоящее время существует несколько рукописей и словарей на языке пукапука, но их культура поддерживается благодаря сотрудничеству в области музыки и танцев по всему Тихоокеанскому региону и веб-сайтам, таким как YouTube.